# 张卫国 (1953年)
张卫国（1953年10月—），男，汉族，江苏常州人，中华人民共和国政治人物。苏州大学政治系干部专修科毕业，同济大学社会主义市场经济与法制专业在职硕士、经济管理学院管理科学与工程专业在职博士研究生。

## 生平
1968年12月参加工作，1975年6月加入中国共产党。历任中共吴江县委书记，苏州市委常委、市委宣传部长，昆山市委书记，中共苏州市委副书记，镇江市委副书记、代市长、市长、市委书记、市人大常委会主任等职。2003年2月，任江苏省人民政府副省长。2013年1月，当选江苏省人大常委会副主任。2017年2月10日，辞去江苏省人大常委会副主任。